# Henryk Muster
Henryk Muster (ur. 16 listopada 1908, zm. 25 lipca 1976) – polski mechanik i kosmonautyk, profesor Politechniki Warszawskiej, pułkownik.

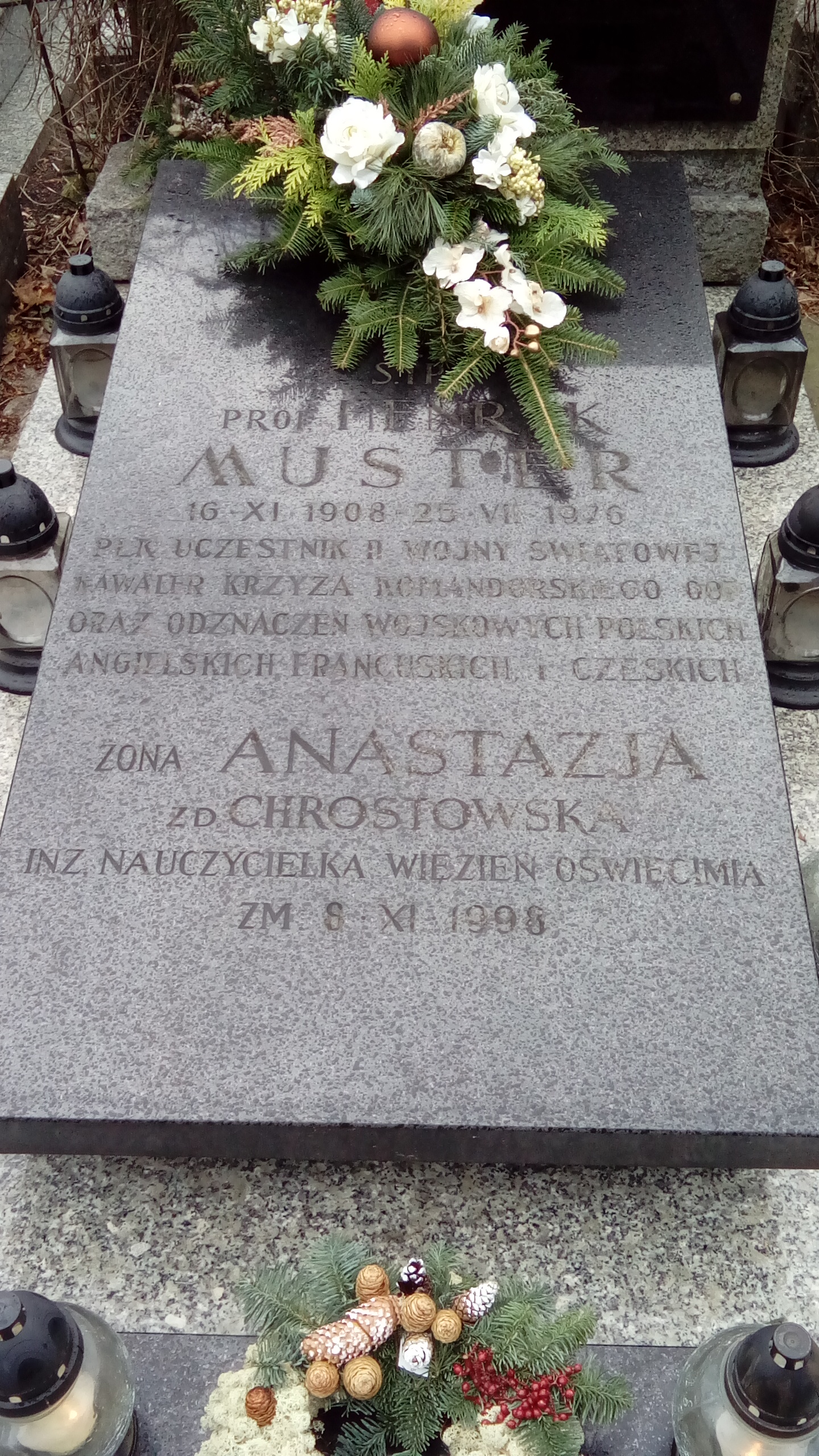
Grób Henryka Mustera na cmentarzu Wojskowym na Powązkach

## Życiorys
W 1937 ukończył studia na Wydziale Mechanicznym Politechniki Warszawskiej. Specjalizował się wówczas w technologii budowy maszyn.
Podczas II wojny światowej pracował na stanowiskach kierowniczych w brytyjskich zakładach zbrojeniowych zajmujących się produkcją rakiet.
Po powrocie do Polski był współorganizatorem Wojskowej Akademii Technicznej. Pracował jednocześnie na Politechnice Warszawskiej. W 1953 objął kierownictwo Katedry Sprzętu Precyzyjnego, a potem Zakładu Technologii Produkcji Masowej Wydziału Mechaniki Precyzyjnej. Współpracował na tych stanowiskach z przemysłem precyzyjnym, wykonując ekspertyzy, opracowania i zgłaszając patenty. Opracował m.in. szlifierkę-polerkę do próbek mineralnych i metalograficznych. Od 1955 profesor nadzwyczajny sprzętu precyzyjnego. W latach 1958–1960 był dziekanem Wydziału Sprzętu Mechanicznego Politechniki Warszawskiej. W 1969 wydał książkę Start w kosmos.
Do jego głównych zainteresowań naukowych należało: masowa produkcja drobnych elementów precyzyjnych, wieloseryjna produkcja elementów elektronicznych (kondensatorów, cewek, oporników i innych), elementy odporne na działanie bardzo wysokich temperatur, napędy rakiet kosmicznych.
Był dożywotnim członkiem Brytyjskiego Towarzystwa Astronautycznego, a także pracownikiem Polskiego Towarzystwa Astronautycznego (od 1956). Uczestniczył w międzynarodowych konferencjach naukowych w Rzymie, Barcelonie, Londynie, Warnie i Paryżu. Został przewodniczącym Oddziału Warszawskiego Polskiego Towarzystwa Astronautycznego i prezesem Klubu im. Pierwszego Astronauty przy Zarządzie Głównym Towarzystwa Przyjaźni Polsko-Radzieckiej.
Był mężem nauczycielki Anastazji Janiny z Chrostowskich (1911–1998).
Zmarł 25 lipca 1976, pochowany na cmentarzu Wojskowym na Powązkach (kwatera C32-5-4). 

## Ordery i odznaczenia
- Krzyż Komandorski Orderu Odrodzenia Polski[6]
- Medal 10-lecia Polski Ludowej (19 stycznia 1955)[7]